# Benny Hill
Benny Hill (s pravim imenom Alfred Hawthorne Hill), angleški igralec, * 21. januar 1924, Southampton, Anglija, † 20. april 1992, London, Anglija.
Benny Hill je bil poznan kot interpret komičnih vlog. Imel je svojo televizijsko oddajo The Benny Hill Show, ki je bila na sporedu med letoma 1951 in 1991. Z njo je zaslovel tudi izven angleških meja.